# Kos
Kos je český název některých pěvců z rodu drozd (Turdus).

## Název
Ačkoli se v češtině označení „kos“ používá jako název rodový, představuje podrod Merula.

## Druhy
V Česku se vyskytují dva druhy kosa – kos černý (Turdus merula) a kos horský (Turdus torquatus), třetí druh – kos šedokřídlý (Turdus boulboul) – žije v Asii.

## Galerie

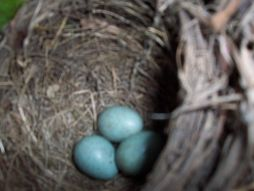
Kosí hnízdo s vejci
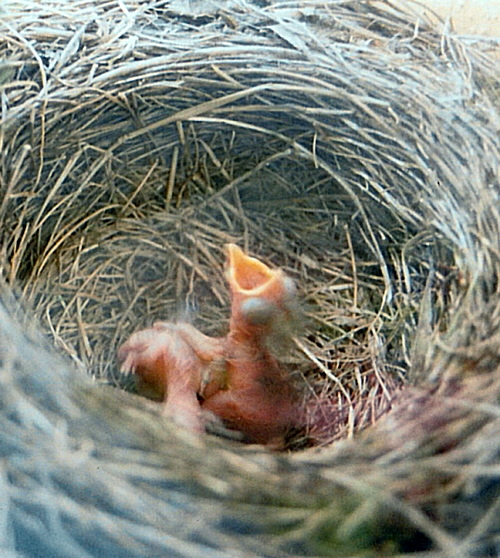
Kosí mláďata